# Joshua Dürksen
Joshua Dürksen (Asunción, 27 ottobre 2003) è un pilota automobilistico paraguaiano di origine tedesca.

## Carriera

### Formula 4
Nel 2019, Durksen debutta in monoposto correndo nella Formula 4 degli Emirati Arabi Uniti con il team Mücke Motorsport. Il pilota paraguaiano ottiene cinque vittorie e arriva secondo in classifica finale dietro Matteo Nannini. Nel resto dell'anno partecipa alla Formula 4 italiana e alla Formula 4 ADAC. Nelle due serie ottiene sei podi, tra cui la vittoria a Vallelunga, ricevuta dopo le penalità di Roman Staněk e Gianluca Petecof. 
L'anno seguente torna a tempo pieno nella Formula 4 ADAC e partecipa ad alcuni round della serie italiana. Riesce ad ottenere tre vittorie, due nella serie tedesca, entrambi davanti a Jak Crawford, e una nella serie italiana al Red Bull Ring davanti a Gabriele Minì. Nel 2021, con il team BWT Mücke Motorsport si concentra nella Formula 4 italiana dove ottiene tre podi e due vittorie, entrambi al Mugello. Durante la stagione prende parte anche al round dell'Hungaroring della Euroformula Open. 

### Formula Regional
Nonostante le difficoltà iniziali per ottenere i finanziamenti necessari, nel 2021, Dürksen riesce a fare il salto di categoria passando alla Formula Regional europea. Si unisce al team Arden Motorsport dove trova Noel León e Eduardo Barrichello come compagni di team. Durante la stagione ottiene quaranta punti nella serie arrivando quattordicesimo in classifica e quarto tra i Rookie. 
Per la stagione 2022 Dürksen prende parte a due round della Formula Regional Middle East. Il pilota paraguaiano ottiene il terzo posto al Kuwait Motor Town come miglior risultato. Nel resto dell'anno torna nella Formula Regional europea sempre con il supporto dell'Arden Motorsport. Nella seconda corsa a Spa-Francorchamps ottiene il suo primo e unico podio nella serie arrivando terzo dietro ad Andrea Kimi Antonelli e Tim Tramnitz. 

### Formula 2

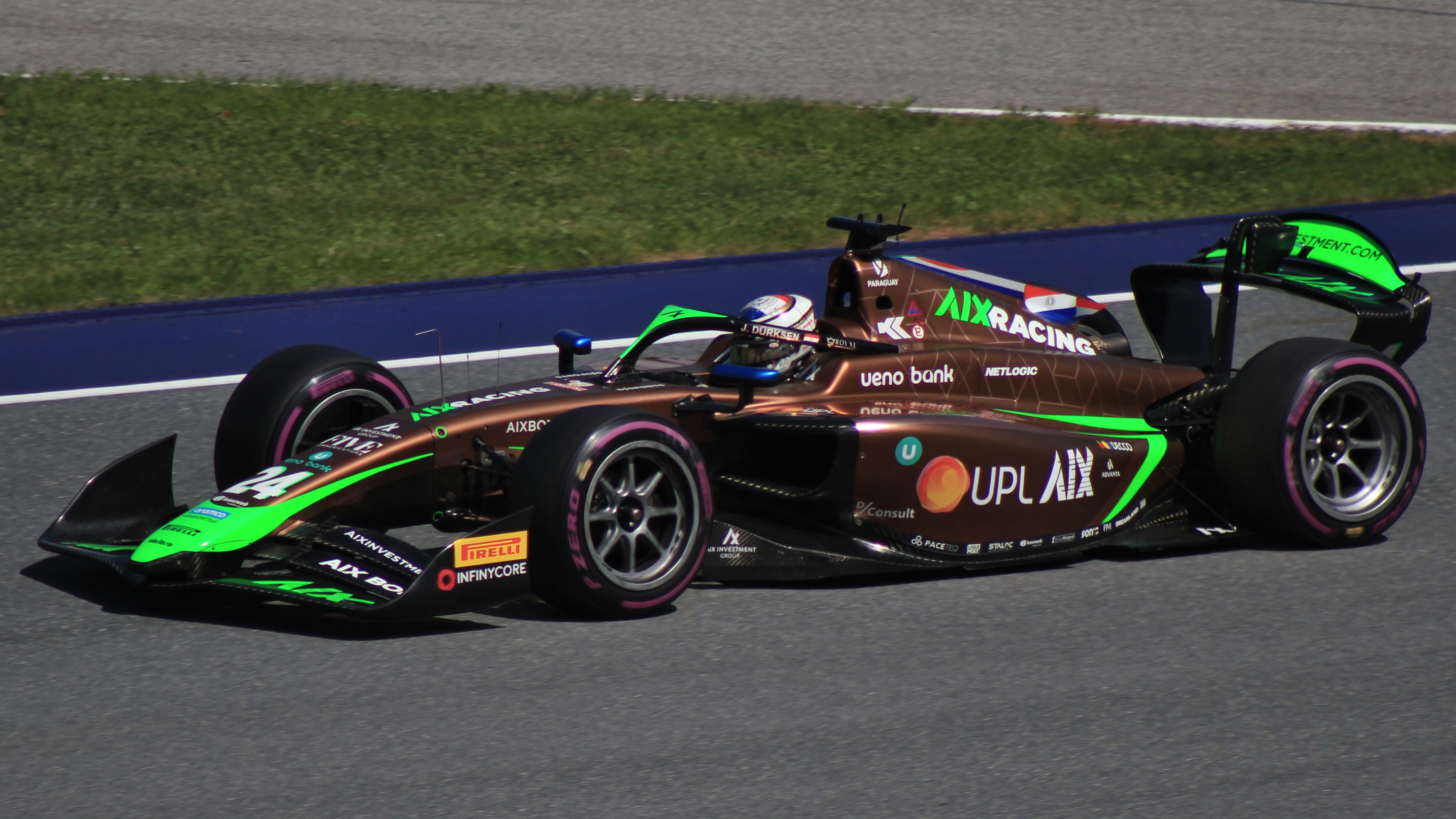
Joshua Dürksen nel 2024 durante la stagione di F2.

Nel 2024 passa alla Formula 2 correndo per il team PHM Racing (rinominato AIX Racing). Nella Feature Race d'Imola ottiene il suo primo podio nella categoria arrivando terzo dietro Isack Hadjar e Gabriel Bortoleto. Torna a podio, chiudendo sempre terzo nella Sprint Race di Monza. Nella Sprint Race di Baku ottiene la sua prima vittoria nella serie, la prima per un pilota paraguaiano. Ad Abu Dhabi ottiene la sua prima vittoria in una Feature Race. 
Dopo le ottime prestazioni dell'anno precedente, viene confermato con AIX Racing anche per il 2025. Nella prima gara stagionale a Melbourne ottiene la vittoria davanti al italiano, Leonardo Fornaroli. 

## Risultati

### Riepilogo carriera
| Stagione | Categoria                           | Team                                  | Gare | Vittorie | Pole | GPV | Podi | Punti | Pos. |
| -------- | ----------------------------------- | ------------------------------------- | ---- | -------- | ---- | --- | ---- | ----- | ---- |
| 2019     | Formula 4 degli Emirati Arabi Uniti | Mücke Motorsport                      | 20   | 5        | 2    | 4   | 10   | 295   | 2º   |
| 2019     | Formula 4 italiana                  | BWT Mücke Motorsport                  | 21   | 1        | 0    | 0   | 4    | 122   | 8º   |
| 2019     | Formula 4 ADAC                      | ADAC Berlin-Brandenburg               | 20   | 0        | 0    | 1   | 2    | 80    | 11º  |
| 2020     | Formula 4 ADAC                      | ADAC Berlin-Brandenburg               | 21   | 2        | 1    | 1   | 6    | 191   | 6º   |
| 2020     | Formula 4 italiana                  | BWT Mücke Motorsport                  | 8    | 1        | 1    | 2   | 2    | 60    | 13º  |
| 2021     | Formula 4 italiana                  | BWT Mücke Motorsport                  | 21   | 2        | 0    | 2   | 3    | 171   | 6º   |
| 2021     | Euroformula Open                    | Drivex School                         | 3    | 0        | 0    | 0   | 1    | 29    | 17º  |
| 2022     | Formula Regional europea            | Arden Motorsport                      | 20   | 0        | 0    | 0   | 0    | 40    | 14º  |
| 2023     | Formula Regional Middle East        | Hyderabad Blackbirds by MP Motorsport | 6    | 0        | 2    | 0   | 1    | 29    | 16º  |
| 2023     | Formula Regional europea            | Arden Motorsport                      | 20   | 0        | 0    | 0   | 1    | 26    | 19º  |
| 2024     | Formula 2                           | AIX Racing                            | 28   | 2        | 0    | 1   | 2    | 86    | 10°  |

* Stagione in corso.

### Risultati in Formula Regional europea
(legenda) (Le gare in grassetto indicano la pole position) (Le gare in corsivo indicano Gpv)
| Stagione | Team             | 1   | 2   | 3   | 4   | 5   | 6   | 7   | 8   | 9   | 10  | 11  | 12  | 13  | 14  | 15  | 16  | 17  | 18  | 19  | 20  | Punti | Pos. |
| -------- | ---------------- | --- | --- | --- | --- | --- | --- | --- | --- | --- | --- | --- | --- | --- | --- | --- | --- | --- | --- | --- | --- | ----- | ---- |
| 2022     | Arden Motorsport | MNZ | MNZ | IMO | IMO | MON | MON | LEC | LEC | ZAN | ZAN | HUN | HUN | SPA | SPA | RBR | RBR | CAT | CAT | MUG | MUG | 40    | 14º  |
| 2022     | Arden Motorsport | 19  | 14  | 6   | 12  | 12  | 10  | 13  | 12  | Rit | 18  | 15  | Rit | 21  | 14  | 6   | 6   | 10  | 6   | 9   | 13  | 40    | 14º  |
| 2023     | Arden Motorsport | IMO | IMO | CAT | CAT | HUN | HUN | SPA | SPA | MUG | MUG | LEC | LEC | RBR | RBR | MNZ | MNZ | ZAN | ZAN | HOC | HOC | 26    | 19º  |
| 2023     | Arden Motorsport | 15  | Rit | 18  | 21  | 20  | 14  | 10  | 3   | 14  | 23  | 18  | 9   | 16  | NC  | 22  | Rit | 14  | 7   | 17  | 14  | 26    | 19º  |

### Risultati in Formula 2
(legenda) (Le gare in grassetto indicano la pole position) (Le gare in corsivo indicano Gpv)
| Stagione | Team       | 1   | 2   | 3   | 4   | 5   | 6   | 7   | 8   | 9   | 10  | 11  | 12  | 13  | 14  | 15  | 16  | 17  | 18  | 19  | 20  | 21  | 22  | 23  | 24  | 25  | 26  | 27  | 28  | Punti | Pos. |
| -------- | ---------- | --- | --- | --- | --- | --- | --- | --- | --- | --- | --- | --- | --- | --- | --- | --- | --- | --- | --- | --- | --- | --- | --- | --- | --- | --- | --- | --- | --- | ----- | ---- |
| 2024     | AIX Racing | BHR | BHR | JED | JED | ALB | ALB | IMO | IMO | MON | MON | CAT | CAT | RBR | RBR | SIL | SIL | HUN | HUN | SPA | SPA | MNZ | MNZ | BAK | BAK | LUS | LUS | YMC | YMC | 87    | 10°  |
| 2024     | AIX Racing | 15  | 11  | 9   | 12  | 17  | Rit | Rit | 3   | 18  | Rit | 10  | Rit | 8   | 6   | Rit | Rit | 18  | 19  | 19  | 10  | 3   | 5   | 1   | 5   | 8   | 14  | Rit | 1   | 87    | 10°  |
| 2025     | AIX Racing | ALB | ALB | BHR | BHR | JED | JED | IMO | IMO | MON | MON | CAT | CAT | RBR | RBR | SIL | SIL | SPA | SPA | HUN | HUN | MNZ | MNZ | BAK | BAK | LUS | LUS | YMC | YMC | 11*   |      |
| 2025     | AIX Racing | 1   | C   | SQ  | 10  | 12  | 11  | 11  | 13  | Rit | Rit | Rit | 17  |     |     |     |     |     |     |     |     |     |     |     |     |     |     |     |     | 11*   |      |

* Stagione in corso.